# Wilhelm Dittenberger
Wilhelm Dittenberger, född den 31 augusti 1840 i Heidelberg, död den 29 december 1906 i Halle, var en tysk klassisk filolog och epigrafiker, son till teologen Wilhelm Theophor Dittenberger. 
Efter tjänstgöring inom skolvärlden blev Dittenberger 1874 professor vid universitetet i Halle. Hans många publikationer blev värdefulla redskap för kommande generationer av forskare kring antiken.